# 클로드 페로
클로드 페로(프랑스어: Claude Perrault, 1613년 9월 25일 파리 출생 ~ 1688년 10월 9일 파리 사망)는 루브르궁의 동쪽 부분을 설계한 건축가로 유명하다. 그는 또한 내과의사로서도 성공했으며 해부학과 박물학, 물리학에서의 업적으로 알려져 있다.
그의 건축 외에도, 페로는 당시에 로마 건축을 다룬 비트루비우스의 건축십서를 프랑스어로 번역한 것으로 유명한데, 장바티스트 콜베르의 권유로 1673년 자신의 주석을 달아 출판했다. 이후 1683년에는 건축의 다섯 가지 오더를 다룬 논문을 출판했다. 파리 대학교의 박사 학위를 가진 내과의사이자 물리학자로서 페로는 1666년 창립된 프랑스 과학 아카데미의 초기 구성원이 되었다.
루브르 궁의 새로운 영역을 위한 설계경기에서 페로는 이탈리아에서 온 베르니니를 비롯한 모든 라이벌들을 꺾었다. 1665년부터 1680년까지 페로는 이 설계에 매달려 자신의 평판을 획득했다. 루브르 강변(Quai du Louvre)에서 보이는 열주(colonnade)는 유명해졌다. 1층 기초의 단순한 특징은 끝쪽에 있는 파밀리온들에서 그림자가 진 빈 공간에 대해 비트루비우스의 이론을 철저하게 본받은 코린트 오더의 쌍기둥들로 상쇄된다. 16세기로 돌아간 듯한 이 고전적 건물에서 바로크적 특징은 잘 나타나지 않는다. 다섯 부분으로 나눈 파사드(입면)은 프랑스 고전주의의 전형적인 해결책이 되었다.
페로는 또한 파리에 기상 관측소와 St-Benoît-le-Bétourné 교회, 생트 제네비에브(Ste-Geneviève) 교회 등을 설계했으며, 작은 신부들을 위한 직립한 제단을 디자인해다. 페로가 설계한 생탕투안 거리(Rue St-Antoine)의 개선문은 샤를 르브룅과 루이 르 보 등의 디자인과 경쟁했으며 이것은 일부분만 돌로 지어졌다. 개선문이 19세기에 분해하려고 했을 때에 돌들이 모르타르 없이 서로 맞물리는 장치를 기발한 장인이 고안한 것이 발견되었고, 이 돌들은 뗄 수 없는 덩어리가 되었다.
1688년에 동물원에서 낙타를 해부하다가 감염으로 사망했다.
그의 동생인 샤를 페로는 신데렐라를 비롯한 여러 동화의 작가로 알려져 있다.

## 예술 이론
페로는 자신의 예술 이론적 입장을 체계적 형태로 설명하고 발전시키지 않았다. 비트루비우스 판본(1673년)에서 그 입장은 텍스트의 주석의 형태로 제시되었다. 2판을 위한 주석 도구의 확대는 자신이 한 고대로부터 전해진 유일한 건축논문의 번역본을 현대적 예술적 원칙의 형성을 위해서 이용하려는 페로의 전략적 관심을 입증한다. 강령적 주석들은 요약본(1674년)에 받아들여지고 질서(1683년)에서 기둥의 배열에 관한 교재에 붙이는 서론적 에세이의 형식을 빌어서 강령적 문서로서 최종적인 교정을 거치게 된다.

### 미와 비례
페로의 미 이론은 건축이론의 전문 용어에서 발전되었지만, 동시에 일반적 미학을 가리키기도 한다. 출발점은 전통적 비례 개념의 수정이다. 건축적 비례는 인간의 모습을 하고 우주적으로 도출된 혹은 음악과의 유사성에서 근거가 주어진 조화의 법칙을 반영하지는 않는다, 오히려 합의와 전통에 기반을 둔다. 게다가 고대 건축 전통은 구속력이 있는 규정적 법칙을 보증하지 않는다. 고대 건축의 치수 비례로부터 비례를 정하는데 이용될 수 있는 규칙들이 도출될 수 있다. 이 경우 지금까지는 대개 "대칭"과 동의어로 이해되었던 비례 개념은 현대적 의미에서의 "대칭"이 축선 대칭으로 정의되는 한에 있어서 중대한 결과를 수반하는 제한을 겪게 된다.
건축 미학에 핵심적인 비례의 범주를 새롭게 정의하는 것에서 출발해서 페로는 비트루비우스 이래로 광범위하게 구속력을 지닌 위계적으로 배열된 미학적 건축 원리와 기능적 원리로 이루어진 체계를 광범위하게 재평가하게 되었다. 페로는 그가 긍정적 그리고 자의적이라고 표시한 미의 두 가지 측면을 구분 한다. 그는 긍정적 미를 건축의 적합한 기능 규정으로 이해하고 있으며, 그 규정은 정적인 견고함과 기능의 진행의 합목적성(견고함, 건강에 적합함, 편리함)을 통해서 보장되어야만 한다. 축선 대칭과 더불어 페로는 긍정적 미에 건축 재질의 훌륭한 특질과 재질을 상태에 적합하게 가공하는 것을 첨가시켰다. 페로의 말을 따르자면 긍정적 미는 자연스럽고 필연적으로 호감을 유발시키는 반면에 자의적 미는 이성과 습관에 기반을 두고 있다. 언급된 견고성과 합목적성과 같은 기능적 범주가 다시금 그것들에 속한다. 그 밖에도 자의적 미는 규칙성이라는 미학적 원칙을 포괄하고 있다. 비례는 규칙성을 형상화하는 수단이다.

### 합목적성
결국 페로의 분류에서 미는 합목적성의 결과물이다. 미학적 특질은 기능적 적합성에서 생겨난다. 이것은 미학적 가치 구성에도 영향을 지닌다. 그래서 고대 건축술은 건축이 현대의 요구에 적응함으로써 규범적 형식 원칙의 구속력을 상실하게 된다. 동시에 건축 발전의 역사적 변화에 대한 이해력은 고대 이후의 시기를 긍정적으로 평가할 수 있는 가능성을 열어준다. 페로의 경우 고딕 건축을 옹호하는 것에서 긍정적 평가가 드러난다. 페로는 지속적인 역사 발전과 예술적 혁신의 필연성에서 출발을 하지만, 제약 없는 예술적 자유 공간을 옹호하는 것은 아니다. 그는 규칙으로 창조성을 제한하는 판단 근거를 취향 판단과 관습의 확실함 속에서 인식한다. 미적 판단은 모범이 되는 사람이 행하는 훈련을 필요로 한다. 그는 관습이 지닌 구속력을 국가의 정치적 권위에 복종하는 태도와 비교한다.

## 미학사적 문맥
페로의 건축 이론과 미학은 건축가와 자연 과학자로서 활동한 그의 경력과 다양하게 얽혀있다. 건축 이론에 관한 그의 저서는 궁극적으로 자신의 건축물을 널리 알리고, 이론적으로 상세하게 설명하기 위한 명백한 예로서 사용된다. 이것은 역학과 광학 분야에서 페로의 발명품에도 적용된다. 인식과 인식론에 관한 페로의 숙고는 그의 자연 과학적 저서에도 담겨 있다. 그처럼 그는 수용의 차이에서부터 건축적 비례와 음악적 화음 사이를 구분했다. 페로의 말을 따르자면 듣는 경우와는 달리 관찰을 할 경우에는 항상 이성이 감각적 인상에 대해서 반응을 한다. 이것은 감각적 인식 형식의 통일성을 해체하는 것을 함축하고 있다. 긍정적 미와 임의적 미 사이에 존재하는 차이에서 드러나는 이분법적인 페로의 사고는 수많은 전문 용어로 된 대립된 개념쌍에서 발견된다. 자연 과학 출판과 연관되어서 페로는 백과사전적 박학다식과는 달리 경험적 학문의 확실성과 진리를 보증할 수 있는 표현 형식으로 주석과 에세이를 강력하게 옹호했다. 이 같은 주관적 회의는 기본 태도로 페로의 미학을 규정한다. 고대 자연 과학적 성취와 비교하는 것은 최종적으로 자연 과학 저서에서도 주도적 동기를 이루고 있다.

## 수용
페로의 전체 저작은 약 1670년부터 공개적으로 이루어졌던 신구 논쟁에서 출발해야만 이해될 수 있다. 페로가 지닌 근본적 의미는 고대 문화의 규범적 위치 결정을 위한 광범위한 논쟁이 처음으로 건축 토론에서 자리를 잡도록 만들었고 동시에 현대에 유리한 쪽으로 무게를 이동시켰다는 사실에서 찾을 수 있다. 그의 미학적 입장을 둘러싸고 벌어진 논쟁을 통해서 그는 자신의 입장을 옹호하고 자세한 주석을 해야만 할 필요성을 느꼈다. 페로의 비례 이론은 앙트완 데스고데가 출간한 로마의 고대 건축물들(1682년)이라는 작성 목록을 통해서 입증되었다. 그것은 일반적으로 통용되는 비례 법칙과 관련된 어떤 결론에도 이르지 못했다. 고대가 지닌 규정적 구속력에 대한 옹호로서 당시 건축 아카데미 의장이었던 프랑수와 블롱델은 자신의 저서 건축 강의(1675-1683년)에서 페로에 대해서 최고로 신랄한 비판을 가했다. 페로는 자신의 가장 중요한 옹호자를 동생 샤를르에게서 찾았다. 샤를르는 페로의 미학적 근본원칙들을 자신의 책 고대와 현대의 평행선(1688-1697년)에 받아들였고 순수 예술의 방(1695년)에서는 주석이 달린 판화집의 형태로 보급시켰다. 18세기 예술 이론에서 페로의 입장을 광범위하게 다룬 연구는 이루어지지 않았다. 페로의 생각에 대한 수많은 반향은 그의 비례 이론과 미 이론이 주제별로 나뉜 특성 때문에 표제어처럼 수용될 수 있었다는 사실을 입증한다.

## 참고 문헌

### 저서
- Les dix livres d'architecture de vitruve, corrigez et traduits nouvellement en françoys, avec des notre & des figures, Paris 1673.
- Abregé des dix livres d'architecture de Vitruve, Paris 1674.
- Essays de physique, ou recueil des plusieurs traitex touchant les choses naturelles, 4 Bde., Paris 1680-1688.
- Ordonnance des cinq especes de colonnes selon la méthode des anciens, Paris 1983.

### 참고 문헌
- W. D. Brönner; Blondel Perrault. Zur Architekturtheorie des 17. Jahrhunderts, Diss. Bonn 1972.
- W. Kambartel, Symmetrie und Schönheit. Über mögliche Voraussetzungen des neueren Kunstbewußtseins in der Architekturtheorie C. Perraults, München 1972.
- W. Herrmann, The Theory of C. Perrault, London 1973.
- A. Picon, C. Perrault, 1613-1688 ou la curiosité d'un classique, Paris 1988.

## 참조
- Mémoires pour Servir à L’histoire Naturelle des Animaux, by Perrault, Claude (1613-1688) : Memoir's for a natural history of animals: containing the anatomical descriptions of several creatures dissected by the Royal Academy of Sciences at Paris.
- Introduction by Alberto Pérez-Gómez to Indra Kagis McEwen's translation of Perrault, Claude. Ordonnance for the Five Kinds of Columns After the Method of the Ancients. Santa Monica, CA : Getty Center for the History of Art and the Humanities, 1993.